# Créole rodriguais
 (avril 2017).
Si vous disposez d'ouvrages ou d'articles de référence ou si vous connaissez des sites web de qualité traitant du thème abordé ici, merci de compléter l'article en donnant les références utiles à sa vérifiabilité et en les liant à la section « Notes et références ».

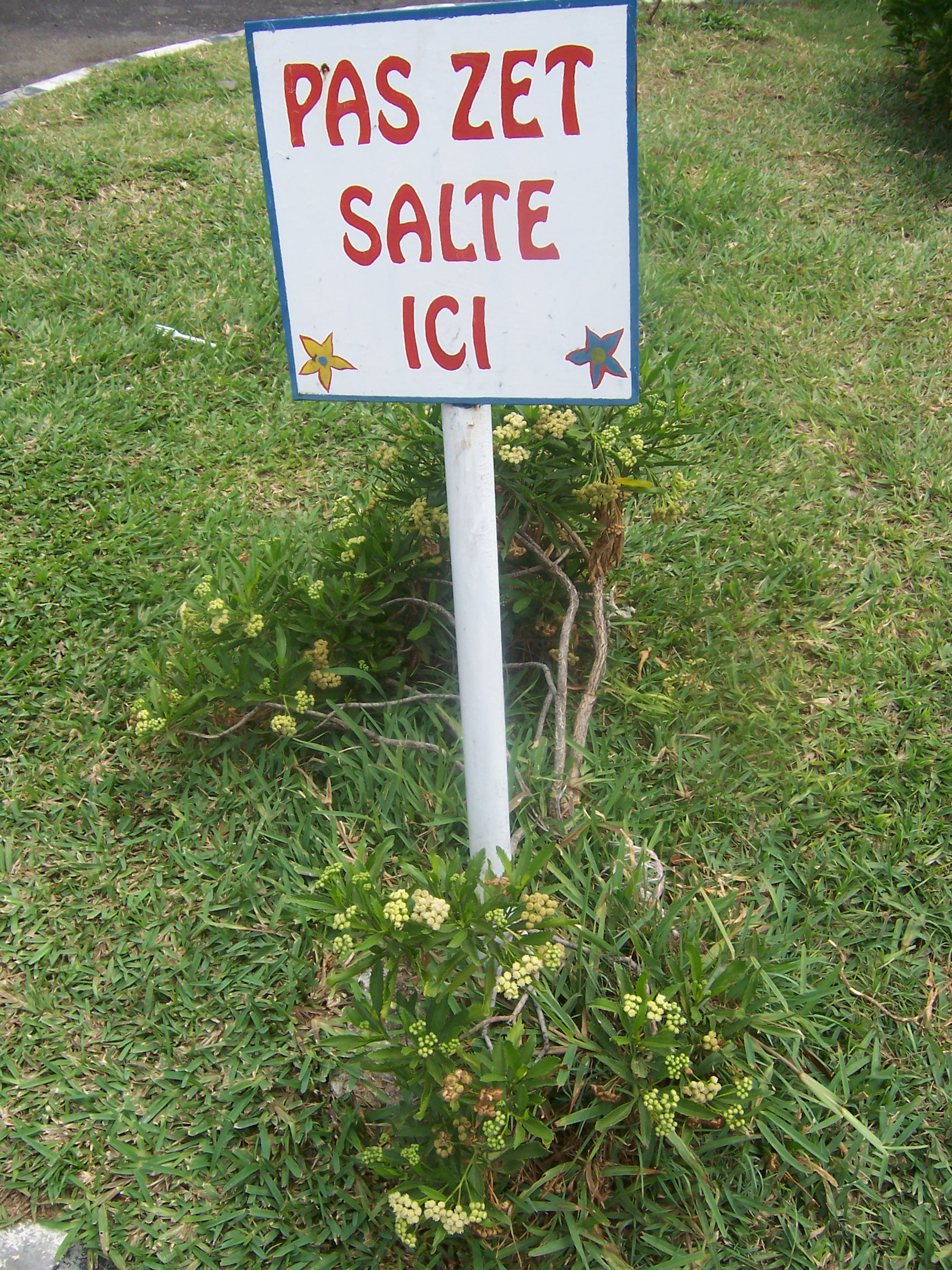
Panneau interdisant le dépôt d'ordures rédigé en créole rodriguais.

Le créole rodriguais est une langue parlée à Rodrigues. C'est un créole d'origine française et issu du même tronc commun que les autres créoles francophones de l'océan Indien, lequel est communément appelé « créole bourbonnais » ou « créole mascarins ». Il se différencie du créole mauricien par quelques particularités lexicales et une moindre influence asiatique.
Le créole rodriguais est la langue de tous les Rodriguais même si la langue officielle de l'île autonome est l'anglais car l'île fait partie de la république de Maurice.

## Politique linguistique
En 1832, le gouvernement colonial anglais impose une première politique linguistique : la langue anglaise devint obligatoire pour les Rodriguais et les Mauriciens lors de toute communication avec les autorités britanniques. L’année suivante, l’anglais devient l’unique langue de l’administration en servant de critère d’embauche dans les services gouvernementaux.

## Lexique
enan, napa, delo, semin, manman, zanbrozwa. Équivalents en créole mauricien : Ena, Napa, dilo, sime, mama, zanbourzwa.
Beaucoup de mots sont spécifiques au créole rodriguais ; kasbol (mante religieuse), bouksev (fille qui a des traits de garçon), batardo (genre de digue pour le captage d'eau), sinbou (vêtements utilisés pour les bébés), entre autres. Le créole est très philosophique[pas clair] : « Nou lavi-la, nou gagn prete » signifie que nous ne sommes que de passage sur terre.   